# Subway Series

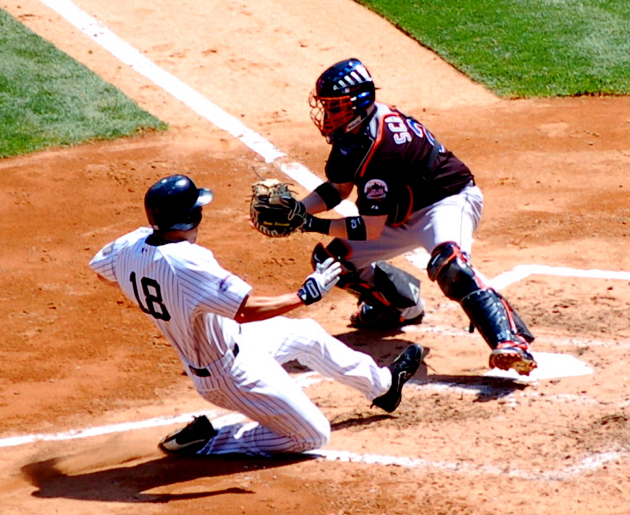
Subway Series 2008, Johnny Damon (links) von den Yankees und Brian Schneider von den Mets.

Die Subway Series (deutsch U-Bahn Serie) ist eine Serie von Baseballspielen zwischen zwei Mannschaften aus New York City in der Major League Baseball.
Historisch wurde der Begriff Subway Series für Duelle in der World Series verwendet, findet aber seit 1997 auch Anwendung bei sogenannten Interleague Games zwischen den New York Yankees aus der American League und den New York Mets aus der National League. Die Aufeinandertreffen der beiden ehemaligen New Yorker Teams New York Giants und Brooklyn Dodgers, die beide von 1880 bis 1957 in der National League spielten, werden nicht als Subway Series bezeichnet, solange sie in der Regular Season ausgetragen wurden.

## Subway Series in der World Series
Alle World Series zwischen zwei New Yorker Teams:
| Jahr | Sieger           | Verlierer                | Ergebnis |
| ---- | ---------------- | ------------------------ | -------- |
| 1889 | New York Giants  | Brooklyn Trolley Dodgers | 6-3      |
| 1921 | New York Giants  | New York Yankees         | 5-3      |
| 1922 | New York Giants  | New York Yankees         | 4-01     |
| 1923 | New York Yankees | New York Giants          | 4-2      |
| 1936 | New York Yankees | New York Giants          | 4-2      |
| 1937 | New York Yankees | New York Giants          | 4-1      |
| 1941 | New York Yankees | Brooklyn Dodgers         | 4-1      |
| 1947 | New York Yankees | Brooklyn Dodgers         | 4-3      |
| 1949 | New York Yankees | Brooklyn Dodgers         | 4-1      |
| 1951 | New York Yankees | New York Giants          | 4-2      |
| 1952 | New York Yankees | Brooklyn Dodgers         | 4-3      |
| 1953 | New York Yankees | Brooklyn Dodgers         | 4-1      |
| 1955 | Brooklyn Dodgers | New York Yankees         | 4-3      |
| 1956 | New York Yankees | Brooklyn Dodgers         | 4-3      |
| 2000 | New York Yankees | New York Mets            | 4-1      |

1 bei der World Series 1922 gab es ein Unentschieden

## Moderne Interleague Subway Series
Nach der Einführung der „interleague“-Serien 1997 trafen die New York Yankees und die New York Mets erstmals in der Geschichte der Franchises aufeinander. Seit 1999 treten die Teams jährlich in einer Serie aus sechs Spielen gegeneinander an. Beide Teams haben hierbei dreimal das Heimrecht.

### Liste der modernen Interleague Subway Series
| Year  | Siege Yankees | Siege Mets |
| ----- | ------------- | ---------- |
| 1997  | 2             | 1          |
| 1998  | 2             | 1          |
| 1999  | 3             | 3          |
| 2000  | 4             | 2          |
| 2001  | 4             | 2          |
| 2002  | 3             | 3          |
| 2003  | 6             | 0          |
| 2004  | 2             | 4          |
| 2005  | 3             | 3          |
| 2006  | 3             | 3          |
| 2007  | 3             | 3          |
| 2008  | 2             | 4          |
| 2009  | 5             | 1          |
| 2010  | 3             | 3          |
| 2011  | 4             | 2          |
| 2012  | 5             | 1          |
| 2013  | 0             | 4          |
| 2014  | 2             | 2          |
| 2015  | 4             | 2          |
| 2016  | 2             | 2          |
| 2017  | 4             | 0          |
| 2018  | 3             | 3          |
| 2019  | 2             | 2          |
| SUMME | 75            | 52         |

## World Series 2000
Der Name „Subway Series“ wird häufig auf die World Series 2000 reduziert. Es war die erste World Series zwischen zwei New Yorker Teams seit 1956 und sah die New York Yankees als Sieger mit 4-1 gewonnenen Spielen. Die beiden letzten Spiele der Serie gewannen die Yankees zudem auswärts im Shea Stadium der New York Mets.
Während der World Series 2000 dekorierte die Stadt einige Züge der U-Bahn Linien 4 und 7. Linie 4, welche in der Bronx am Yankee Stadium hält, wurde im Yankees-Stil weiß mit blauen Nadelstreifen und mit dem „NY“-Logo der Yankees dekoriert. Linie 7, welche in Queens am Shea Stadium hält, wurde in den Mets-Farben Blau und Orange und mit dem „NY“-Logo der Mets dekoriert.